# 長崎県薬剤師会
一般社団法人長崎県薬剤師会（いっぱんしゃだんほうじんながさきけんやくざいしかい、英称: Nagasaki Pharmaceutical Association）は、長崎県の薬剤師を会員とする法人。

## 本部所在地
〒852-8104 長崎県長崎市茂里町3番18号

## 郡市薬剤師会
- 長崎市薬剤師会
- 佐世保市薬剤師会
- 諫早薬剤師会
- 島原薬剤師会
- 大村東彼薬剤師会
- 県北薬剤師会
- 五島薬剤師会
- 対馬薬剤師会